# Kiss István (püspök)
Kiss István (Felsőpetény/Bogárfalva, 1864 – Sámsonháza, 1935 júliusa) a Dunáninneni evangélikus egyházkerület püspöke 1922-től haláláig.

## Életútja
1864-ben Felsőpetényben született, ahol édesapja alesperes volt. A pozsonyi teológiai akadémia elvégzése után Galgagyörkön, Maglódon és Balassagyarmaton működött, 1890-ben lett Sámsonháza lelkésze, az egyházmegye esperese, majd 1922-től a megcsonkított dunáninneni egyházkerület püspöke. A soproni teológiai fakultás 1932-ben díszdoktorrá avatta. Sámsonházán hunyt el 1935-ben.